# Ondřej Machala
Ondřej Machala (* 11. ledna 1999) je český hokejový útočník. Jeho současný hokejový klub je Vhk Robe Vsetín. Bývalý klub tohoto útočníka je Rytíři Kladno. Poslední dvě s mimo červeno-bílých barev také barvy čtyř týmů z Chance ligy.

## Hráčská kariéra

### Klubová kariéra
| sezóna    | klub                   | soutěž                                                | zápasy | body | branky | asistence |
| --------- | ---------------------- | ----------------------------------------------------- | ------ | ---- | ------ | --------- |
| 2017–2018 | HC Dynamo Pardubice    | Tipsport extraliga                                    | 2      | 0    | 0      | 0         |
|           | HC Stadion Litoměřice  | WSM Liga                                              | 18     | 9    | 5      | 4         |
| 2018–2019 | HC Dynamo Pardubice    | Tipsport extraliga, + o umístění, + baráž o extraligu | 43     | 20   | 8      | 12        |
|           | HC Stadion Litoměřice  | CHANCE LIGA                                           | 5      | 1    | 0      | 1         |
|           | HC Frýdek-Místek       | CHANCE LIGA                                           | 5      | 7    | 3      | 4         |
| 2019–2020 | HC Dynamo Pardubice    | Tipsport extraliga                                    | 31     | 4    | 4      | 0         |
|           | HC Dukla Jihlava       | CHANCE LIGA                                           | 4      | 2    | 0      | 2         |
|           | LHK Jestřábi Prostějov | CHANCE LIGA                                           | 4      | 3    | 2      | 1         |

### Reprezentační kariéra
| sezóna    | klub      | soutěž                        | zápasy | body | branky | asistence |
| --------- | --------- | ----------------------------- | ------ | ---- | ------ | --------- |
| 2014–2015 | Česko U16 | Reprezentace 16 (celá sezóna) | 22     | 17   | 7      | 10        |
| 2015–2016 | Česko U17 | Reprezentace 17 (celá sezóna) | 22     | 14   | 7      | 7         |
| 2016–2017 | Česko U18 | Reprezentace 18 (celá sezóna) | 16     | 14   | 7      | 7         |
| 2017–2018 | Česko U19 | Reprezentace 19 (celá sezóna) | 7      | 7    | 3      | 4         |
|           | Česko U20 | Reprezentace 20 (celá sezóna) | 4      | 2    | 1      | 1         |
| 2018–2019 | Česko U20 | Reprezentace 20 (celá sezóna) | 13     | 6    | 1      | 5         |